# Mollo tutto
Mollo tutto è un film del 1995 diretto da José María Sánchez.

## Trama
Il salumiere milanese Franco Giacobetti, trasferitosi a Roma, è stanco dei comportamenti egoisti della moglie Bettina e della figlia Melissa, oltre che tormentato dagli strozzini. Dopo essersi procurato dei documenti falsi, gettando in un fiume quelli originali, scappa all'insaputa di tutti e si trasferisce in Tunisia, con l'intenzione di iniziare qui una nuova vita. Tuttavia, il direttore della banca a cui aveva versato i suoi risparmi lo truffa, così Franco si ritrova solo, senza documenti e senza soldi, in un paese straniero. Fortunatamente, conosce un bambino tunisino, Selim, che lo aiuta a trovare lavoro.
Dopo aver accumulato abbastanza soldi, Franco, accompagnato da Selim, riesce a tornare in Italia su una barca di clandestini. Tuttavia, per orgoglio, Franco non intende ammettere alla moglie il fallimento della sua fuga. Si finge allora un immigrato tunisino e, dietro il falso nome di Mustapha El-Sahbani, tira a campare con l'aiuto di Selim, dormendo in un cimitero per auto. Scopre anche che nel frattempo la moglie e la figlia hanno trasformato la modesta salumeria in un negozio di alimentari di lusso e che gli strozzini sono stati arrestati.
Dopo un po', Franco viene comunque individuato dalla moglie, la quale, fingendo di non conoscerlo, lo assume come colf proprio in casa sua, con la complicità della figlia. Durante il suo servizio Franco viene continuamente umiliato dalla moglie, la quale finge anche di tradirlo con un architetto. Alla fine però, Melissa e sua madre lo drogano con del sonnifero in una tazza di caffè e al suo risveglio si ritrova nel letto matrimoniale di casa. Moglie e figlia si comportano come se nulla fosse successo e Franco crede d'avere sognato tutto. Tuttavia più tardi, fermo in automobile davanti a un semaforo rosso, rivede Selim e, con il consenso della propria famiglia, lo tiene con sé.